# Løten (stacja kolejowa)
Løten – stacja kolejowa w Løten, w regionie Hedmark w Norwegii, jest oddalona od Oslo Sentralstasjon o 143,78 km. Położona na wysokości 231,7 m n.p.m.

## Ruch pasażerski
Leży na linii Rørosbanen, jednej z dwóch równoległych linii kolejowych prowadzących z Oslo do Trondheim. Stacja obsługuje ruch dalekobieżny do Hamar, Røros oraz jedno połączenie dziennie do Trondheim S.

## Obsługa pasażerów
Poczekalnia, wiata, kasa biletowa, telefon publiczny, parking na 25 miejsc, parking rowerowy, kawiarnia, sklepik, ułatwienia dla niepełnosprawnych, schowki bagażowe, kiosk, przystanek autobusowy, postój taksówek.